# Antoninus Pius

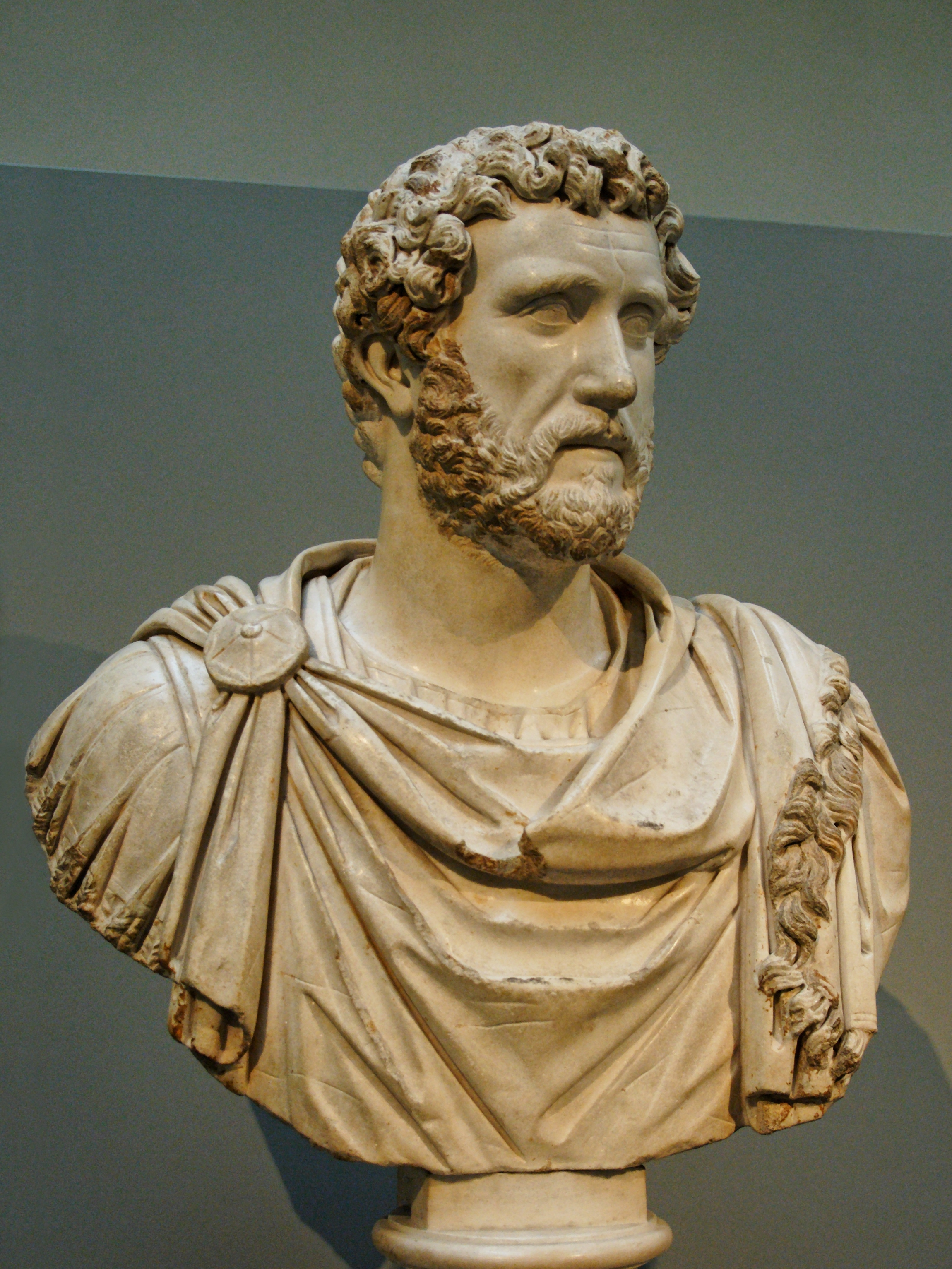
Antoninus Pius

Titus Aurelius Fulvus Boionius Arrius Antoninus (tiếng Latinh: Titus Aelius Hadrianus Antoninus Augustus Pius; ngày 19 tháng 9 năm 86 – 7 tháng 3 năm 161), thường được gọi theo tiếng Anh là Antoninus Pius ,là hoàng đế La mã từ năm 138-161. Ông là người thứ tư trong Ngũ hiền đế và là thành viên của dòng họ Aurelii. Ông không có tên hiệu là Pius mãi cho đến khi ông lên ngôi.Gần như chắc chắn, ông đã có được tên Pius vì đã buộc viện nguyên lão phải chấp nhận phong thần cho cha nuôi ông là Hadrian (vì khi qua đời, Hadrian không được lòng dân, mà đặc biệt không được lòng Viện nguyên lão). Tuy vậy, các sử gia viết cuốn Historia Augusta đã nêu ra ý kiến là ông có được danh hiệu này vì đã cứu sống một nghị viên nguyên lão bị kết án tử bởi Hadrian vào những năm cuối đời ông.

## Thời niên thiếu

### Thời nhỏ và gia đình
Ông là con trai và là con duy nhất của Titus Aurelius Fulvus, chấp chính quan năm 89, mà gia đình đã đến từ vùng Nemausus (Nîmes ngày nay) và được sinh ra gần Lanuvium và mẹ là Arria Fadilla. Cha và ông nội của ông qua đời khi ông còn nhỏ tuổi và ông đã được nuôi nấng bởi ông ngoại,Gnaeus Arrius Antoninus, một người toàn vẹn và văn hóa và là một người bạn của Pliny trẻ. Mẹ ông kết hôn với Publius Julius Lupus (một người trong hàng ngũ những chấp chính quan), chấp chính quan năm 91 và sinh cho ông một người con gái tên là Julia Fadilla.

### Kết hôn và con cái
Khi là một người sống ẩn dật từ năm 110 đến năm 115, ông đã kết hôn với Annia Galeria Faustina cả. Họ đã có một cuộc hôn nhân rất hạnh phúc. Bà là con gái của chấp chính quan Marcus Annius Verus với Rupilia Faustina (một người chị em khác mẹ là hoàng hậu La mã Vibia Sabina). Faustina là một phụ nữ xinh đẹp. Có nhiều ý kiến khác nhau về vị hoàng hậu này.
Faustina sinh cho Antonius 4 người con, 2 trai, 2 gái là:
- Marcus Aurelius Fulvus Antoninus (mất trước năm 138). Những dòng chữ trên mộ của ông được tìm thấy ở lăng mộ của Hadrian tại Roma.
- Galerius Marcus Aurelius Antoninus (mất trước năm 138). Những dòng chữ trên mộ của ông được tìm thấy ở lăng mộ của Hadrian và tên của ông xuất hiện trên tiền của một vị vua Hy Lạp.
- Aurelia Fadilla (mất năm 135) kết hôn với chấp chính quan năm 145, Lucius Lamia Silvanus. Bà không có con với chồng và những dòng chữ trên mộ đã được tìm thấy ở Italy.
- Annia Galeria Faustina nhỏ, hay Faustina trẻ, (giữa 125-130-175), là hoàng hậu La mã trong tương lai. Bà kết hôn với cháu họ của mẹ mình hoàng đế La Mã tương lai, Marcus Aurelius.

Khi Faustina qua đời năm 141, ông đã thực sự đau buồn và đã làm những điều sau để nhớ đến bà:
- Tôn vinh bà như một nữ thần.
- Có một ngôi đền được xây ở quảng trường La mã mang tên bà, và có các nữ tu sĩ trong ngôi đền.

## Hoàng đế

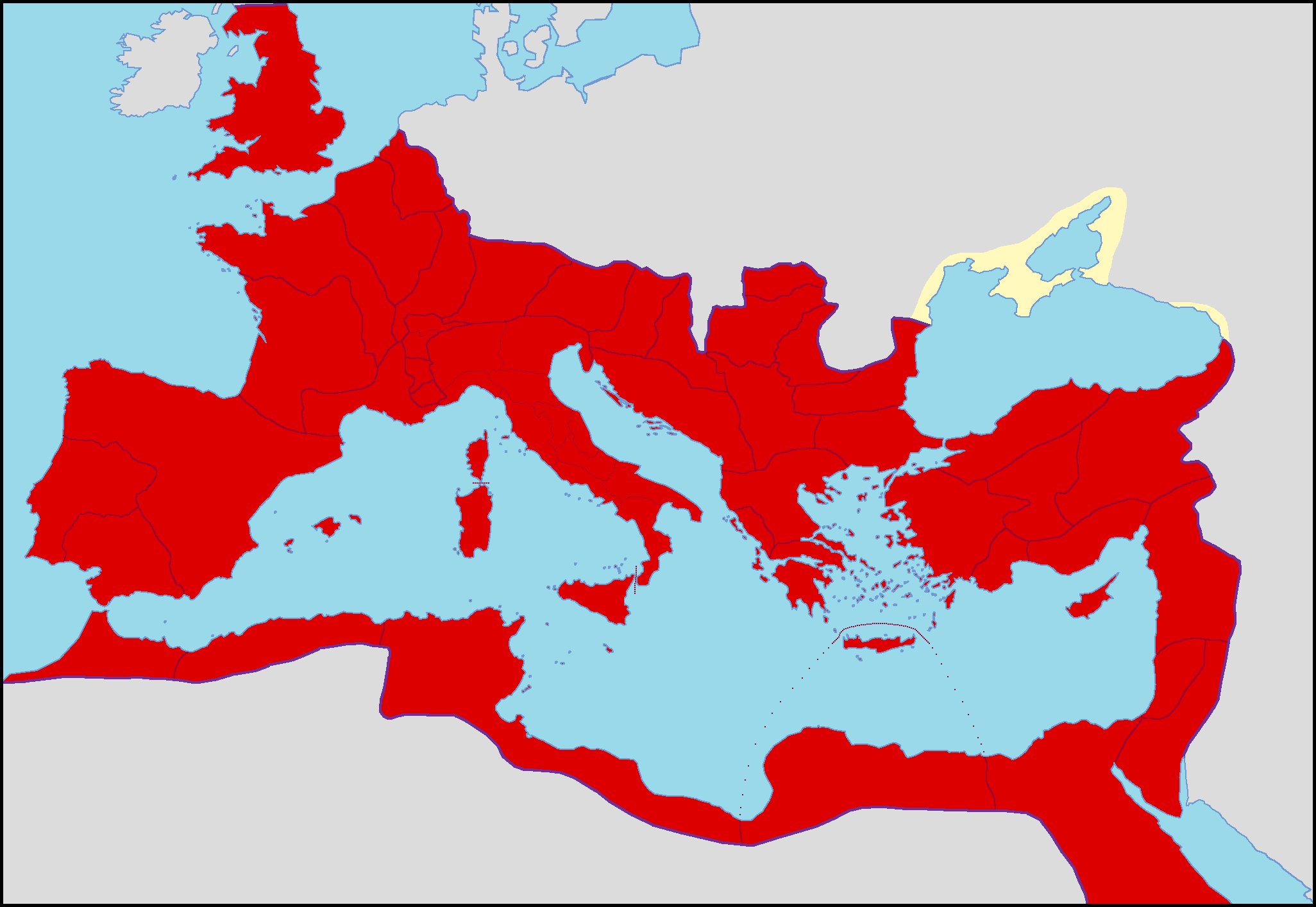
Đế chế La Mã dưới thời Antoninus Pius.

Ngay khi kế vị, tên của Antoninus đã trở thành "Imperator Caesar Titus Aelius Hadrianus Antoninus Augustus Pontifex Maximus". Một trong những hành động đầu tiên của ông khi là Hoàng đế là thuyết phục viện nguyên lão tôn vinh Hadrianus thành một vị thần, việc mà họ đã từng một lần từ chối làm; những nỗ lực thuyết phục viện nguyên lão ban danh dự này rất có thể là lý do khiến ông có được tên Pius . Ông đã xây dựng đền thờ, nhà hát, và lăng mộ, phát huy nghệ thuật và khoa học, và ban danh dự và tiền bạc cho các thầy giáo dạy thuật hùng biện và triết học [1] Antoninus thực hiện vài thay đổi ban đầu khi ông trở thành hoàng đế, nhưng để lại nguyên vẹn rất nhiều các thỏa thuận thiết lập bởi Hadrian.